# Mike Summerbee
Mike Summerbee (Manchester, Anglaterra, 15 de desembre de 1942) és un exfutbolista anglès. Els seus majors èxits els va aconseguir amb la samarreta del Manchester City, equip on va jugar durant deu temporades. Actualment és ambaixador mundial de l'equip citizen.

## Trajectòria
Summerbee va debutar com a professional amb el Swindon Town el 1959, tenia 16 anys. Amb l'equip de Wiltshire va jugar més de 200 partits i va marcar més de 30 gols. El 1965, Joe Mercer, entrenador del Manchester City, el va fitxar per 35.000 £. En la seua primera temporada a Manchester va jugar de titular tots els partits, va ser l'únic jugador que ho va fer.
Jugador de banda dreta, Summerbee va ser un dels jugadors més influents del Manchester City que va guanyar quatre títols en tres temporades, 1968–70. La Premier League de la temporada 1968–69, l'FA Cup del 1969, la Charity Shield del 1968 i la Recopa d'Europa del 1970, a més d'un quart títol, la Charity Shield del 1972. Summerbee va abandonar Maine Road després de viure l'època més brillant del club, el juny de 1975 va ser traspassat al Burnley FC per 75.000 £, amb més de 400 partits com a citizen.
En un període de cinc anys, el qual també inclou la Copa del Món de 1970, Summerbee va jugar vuit vegades amb la selecció anglesa. Va debutar amb la selecció el 24 de febrer de 1968 contra Escòcia.
Summerbee va acabar la seua carrera a l'Stockport County, on va ser entrenador-jugador la temporada 1978–79. El 1980 va tornar a jugar un sol partit, va ser de l'FA Cup contra el Crewe Alexandra.
Fora de l'estadi, Summerbee va establir una gran amistat amb l'estrella del Manchester United FC, George Best. També va participar en el rodatge d'Evasió o victòria, juntament amb moltes altres estrelles del moment.

## Anècdotes
Quan Summerbee jugava fora del seu estadi els espectadors rivals li cantaven una cançó per riure-se'n de la mida del seu nas:
Summerbee, summberbee, I'd walk a milion miles to the end of your nose Mike Summerbee.